# 国立学校
国立学校（こくりつがっこう、英: National school）とは、国の設置する学校。

## 日本における国立学校
日本において「学校」とは学校教育法第1条に規定するもの（いわゆる「一条校」）をいうが、このうち国立学校とは第2条第2項により「国の設置する学校」と定義されている。なお同条第1項の規定により、ここでいう「国」とは国立大学法人及び独立行政法人国立高等専門学校機構（以下「国立高専機構」）が含まれることとされている。ただし現在国が直接設置している学校はなく、国立大学法人および国立高専機構のみがこれを設置・運営している。設置・運営する学校はそれぞれ以下のとおり。
- 国立大学法人
  - 大学（以下「国立大学」） -  短期大学（国立短期大学）については現在全て廃止されている。
  - 国立大学の附属学校（以下「国立大学附属学校」）
- 独立行政法人国立高等専門学校機構
  - 高等専門学校（以下「国立高専」）

一方で、国や他の独立行政法人によって設置・運営がなされている「大学校」もあるが、それらは文部科学省所管の「学校」ではなく当該省庁や独立行政法人の施設であり、前述の定義に含まれないため本項では省略する。詳しくは当該の項を参照。
以前は国立大学、国立高専いずれも文字通り国によって運営され、職員の身分は国家公務員であった。しかし2004年4月1日から国立大学法人法および独立行政法人国立高等専門学校機構法が施行され、国立大学及びその附属学校はそれぞれの国立大学法人（大学1校につき1法人）により設置、組織及び運営される学校となり、国立高専については国立高専機構が全校一括で運営することとなった。現在それらの学校の職員はみなし公務員である。

### 国立大学
国立大学を参照。

### 国立大学附属学校
国立大学附属学校を参照。

### 高等専門学校
高等専門学校および国立高等専門学校機構の項目を参照。

## 各国の国立学校
- イギリスの教育イングランドとウェールズにおけるnational schoolとは、National Society for Promoting Religious Educationによって設立された学校を指す。
- アイルランドでのnational schoolとは、政府により出資され、政府、後援者、地方の代表者によって管理される小学校を指す。
- 台湾では、2000年台湾省制廃除に伴い、それまでの省立高校を国立高校へ移行した。